# Cyclassics Hamburg 2013
De 18e editie van de Vattenfall Cyclassics werd verreden op 25 augustus 2013. De wedstrijd maakte deel uit van de UCI World Tour 2013. De titelverdediger was de Fransman Arnaud Démare. De Duitser John Degenkolb won de spurt voor zijn landgenoot André Greipel.

## Deelnemers
| 19 UCI World Tour-ploegen | 19 UCI World Tour-ploegen | 19 UCI World Tour-ploegen | 2 wildcards        |
| ------------------------- | ------------------------- | ------------------------- | ------------------ |
| AG2R-La Mondiale          | FDJ                       | Omega Pharma-Quick Step   | Team NetApp-Endura |
| Argos-Shimano             | Team Garmin-Sharp         | Orica-GreenEdge           | MTN-Qhubeka        |
| Astana Pro Team           | Lampre-Merida             | RadioShack-Leopard        |                    |
| Blanco Pro Cycling        | Lotto-Belisol             | Saxo-Tinkoff              |                    |
| BMC Racing Team           | Katjoesja Team            | Sky ProCycling            |                    |
| Cannondale Pro Cycling    | Team Movistar             | Vacansoleil-DCM           |                    |
| Euskaltel-Euskadi         |                           |                           |                    |

## Uitslag
| Vattenfall Cyclassics 2013 (246 km) |                    |                         |          |
| Plaats                              | Naam               | Ploeg                   | Tijd     |
| Winnaar                             | John Degenkolb     | Argos-Shimano           | 5u45'15" |
| 2                                   | André Greipel      | Lotto-Belisol           | z.t.     |
| 3                                   | Alexander Kristoff | Katjoesja               | z.t.     |
| 4                                   | José Joaquín Rojas | Team Movistar           | z.t.     |
| 5                                   | Elia Viviani       | Cannondale              | z.t.     |
| 6                                   | Boy van Poppel     | Vacansoleil-DCM         | z.t.     |
| 7                                   | Nikolas Maes       | Omega Pharma-Quick-Step | z.t.     |
| 8                                   | Thor Hushovd       | BMC Racing Team         | z.t.     |
| 9                                   | Matti Breschel     | Team Saxo-Tinkoff       | z.t.     |
| 10                                  | Arnaud Démare      | FDJ.fr                  | z.t.     |
| 11                                  | Francisco Ventoso  | Team Movistar           | z.t.     |
| 12                                  | Manuel Belletti    | AG2R-La Mondiale        | z.t.     |
| 13                                  | Giacomo Nizzolo    | RadioShack-Leopard      | z.t.     |
| 14                                  | Raymond Kreder     | Team Garmin-Sharp       | z.t.     |
| 15                                  | Aleksandr Porsev   | Katjoesja               | z.t.     |

1996 · 
1997 · 
1998 · 
1999 · 
2000 · 
2001 · 
2002 · 
2003 · 
2004 · 
2005 · 
2006 · 
2007 · 
2008 · 
2009 · 
2010 · 
2011 · 
2012 ·
2013 · 
2014 ·  
2015 ·  
2016 ·  
2017 · 
2018 · 
2019 · 
2020 · 
2021 · 
2022 · 
2023 ·
2024 ·
2025
 Tour Down Under · 
 Parijs-Nice · 
 Tirreno-Adriatico · 
 Milaan-San Remo · 
 Ronde van Catalonië · 
 E3 Harelbeke · 
 Gent-Wevelgem · 
 Ronde van Vlaanderen · 
 Ronde van het Baskenland · 
 Parijs-Roubaix · 
 Amstel Gold Race · 
 Waalse Pijl · 
 Luik-Bastenaken-Luik · 
 Ronde van Romandië · 
 Ronde van Italië · 
 Critérium du Dauphiné · 
 Ronde van Zwitserland · 
 Ronde van Frankrijk · 
 Clásica San Sebastián · 
 Ronde van Polen · 
  Eneco Tour · 
 Ronde van Spanje · 
 Vattenfall Cyclassics · 
 GP Ouest France-Plouay · 
 Grote Prijs van Quebec · 
 Grote Prijs van Montreal · 
 UCI Ploegentijdrit · 
 Ronde van Lombardije · 
 Ronde van Peking